# Gabriel Rocha
Mitropolitul Gabriel da Rocha (în portugheză Metropolita Gabriel, nume la naștere Ioan, portugheză João, în lume cunoscut ca Eduardo Henrique Pinto da Rocha; n. 1938, Lisabona —d. 18 februarie 1997, Portugalia) a fost un ierarh portughez în jurisdicția Bisericii Ortodoxe Poloneze, mitropolit al Portugaliei.

## Biografie
S-a născut în 1938, la Lisabona, într-o familie catolică.
După terminarea serviciului militar în Forțele armate ale Portugaliei, el v-a merge în Elveția, în Mănăstirea Sfântul Mauritius Augustinianul cu intenția de a deveni monah al ordinului sfântului Augustin. Acolo a trăit timp de aproape doi ani.
Viețuind în mănăstire, tânărul portughez descoperă frumusețea și bogăția spirituală a bisericii răsăritene în Elveția, găsind parohia Bisericii Ruse din Exil, aflată în apropiere de mănăstirea unde studia filozofia și literele.
În 1966 se convertește la ortodoxie în sânul Bisericii Ortodoxe Ruse din exil acolo unde primeste și numele de Ioan. După tunderea in monahism, el a trăit timp de nouă luni în Muntele Athos in Mănăstirea Hilandar trimis de catre arhiepiscopul Antonie de Geneva. Același ierarh al Bisericii Ruse din Exil îl tunde în monahism sub numele de Joao (Ioan), iar în anul 1968 îl hirotesește arhimandrit. 
Până în 1972, arhimandritul Joao slujește la Mănăstirea din Lesna (Franța), fondată de Sfântul Ioan Maximovici, iar ulterior la Biserica Ortodoxă Rusă a Tuturor Sfinților din Paris. Licențiat în Istorie și Filozofie la Lisabona și Freiburg, arhimandritul Joao termină în capitala Franței și Institutul Teologic Ortodox Saint Serge, unde rămâne pentru un timp ca și asistent universitar.
Un exemplu de slujire misionară fructuoasă în Biserica Ortodoxă Franceză in mediul clerului non-ortodoxe din regiune, arhimandritul Ioan, obține felicitările Președintelui Sfântului Sinod al ROCOR, pentru organizarea misiunii ortodoxe în comunitatea din Paris a emigranților portughezi.
În anul 1968, arhimandritul Ioan este transferat în Portugalia, acolo unde activitatea sa misionară a dus la formarea unui număr de comunități ortodoxe care au fost unite într-un exarhat purtând numele de Misiunea Ortodoxă Portugheză a Bisericii Ruse din afara Rusiei. Prin eforturile depuse de arhimandritul Ioan, au fost traduse texte liturgice in limba portugheză și a fost deschisă o școală de iconografie ortodoxă.
Prin 1972, numărul convertirilor se apropia de cinci sute de oameni, comunitatea având șapte preoți.
În 1974, după ,,Revoluția garoafelor" din 25 aprilie 1974 - care a dus la îndepărtarea lui Salazar - arhimandritul Ioan înființează primele parohii ortodoxe, până atunci interzise de regimul opresiv catolic.
Ortodoxia se dezvoltă repede în Portugalia, sute de romano-catolici optând pentru Biserica Răsăriteană, iar în patru ani, în Portugalia s-au înființat 38 de noi parohii ortodoxe. 
Arhimandritul Joao devine administrator al nou înființatului Vicariat pentru Portugalia al Bisericii Ruse din Exil.
În 1976, Vicariatul Portughez a primit oficial înregistrarea de stat sub numele de "Biserica catolică Ortodoxă din Portugalia (din greacă καθολικός, în traducere „universal”, derivat din κατ'όλον, „care formează un întreg”, a nu se confunda cu Biserica Romano-Catolică)". 
În ciuda succesului misiunii bisericii în Portugalia, între arhimandritul Ioan și de arhiepiscopul de Geneva a existat o ruptură. 
Acesta din urma, atins și de un naționalism religios, refuză să accepte hirotonirea arhimandritului Ioan în rangul de episcop, deși acesta întrunea toate condițiile canonice. 
La solicitarea credincioșilor, părintele Ioan merge la Atena sa discute cu arhiepiscopul Auxentios Pastras, o figură marcantă a ortodoxiei grecești care era in comuniune cu Biserica Rusa din exil.
După discuțiile arhiepiscopului Auxentios cu mitropolitul Bisericii Ruse din Exil, Filaret Voznesensky, se i-a in calcul ca hirotonia să fie facută de către greci, ceea ce se și întâmplă. 
La 18 iulie 1978, arhiepiscopul Auxentios îl hirotonește episcop al Portugalei, cu numele de Gabriel in Mânăstirea Înălțarea Domnului în Kapandriti din Grecia înconjurat de un mare sobor de preoti și diaconi. Curând Gabriel primește de la Auxentius un titlu de exarh pentru Europa de Vest. Noul ierarh înființează alte parohii ortodoxe, în Lisabona, Torres Novas, Sintra, Mafra, Coimbra, Figueira da Foz, Mealhada, Setubal. În septembrie 1984, episcopul Gabriel este ridicat la treapta de arhiepiscop al Lisabonei și mitropolit al Portugaliei, iar Biserica Ortodoxă Portugheză, care număra patru episcopi și optsprezece preoți, primește autonomia.
În anul 1984, împreună cu arhiepiscopul Auxentios Pastras, episcopul Gabriel din Portugalia, hirotonește alți patru episcopi: Iacov, episcop de Coimbra, Evloghios Hessler ca episcop de Milano și Aquilea, Grigorie Baccolini ca episcop de Torino și Teodor ca episcop de Évora.
În 27 septembrie 1984, Episcopul Gabriel este ridicat la treapta de arhiepiscop al Lisabonei și mitropolit al Portugaliei, Întâistătător al Bisericii Ortodoxe a Portugaliei cu dreptul de a purta o camilafcă de culoare albă, (dar fără cruce) în conformitate cu tradițiile slave ale Bisericii ortodoxe locale, prin decizia episcopilor greci, iar Biserica Ortodoxă Portugheză, care număra patru episcopi și optsprezece preoți, primește autonomia. În 1986, nouă brazilieni sunt botezați în Atena, iar mitropolitul Gabriel înființează Episcopia Ortodoxă a Braziliei, care în curând v-a ajunge la circa 20.000 de ortodocși.
În 1989, relațiile Mitropolitul Gabriel cu episcopii Sinodului Florinit s-au deteriorat brusc, unul dintre motivele separării a fost acela că episcopii occidentali nu erau de acord cu învățătura grecilor. Acest conflict a dus la separarea Mitropoliei Europei de Vest de Sinodul de la Flora.
În 1986 a fost înființată o misiune in Brazilia pentru care au fost hirotoniți mai mulți preoți brazilieni convertiți la ortodoxie în trecut.
În 1989, mitropolia incepe dialogul cu Biserica Autocefală a Poloniei în problema aderării la acesta, cu condiția unei autonomii locale. Cel însărcinat cu această problemă este președintele departamentului de relații externe al mitropoliei, arhiepiscopul Evloghios, de la Milano. 
În ianuarie 1989, are loc si stabilirea comuniunii cu "Biserica Ortodoxă Ucraineană din SUA ", sub Patriarhia Ecumenică.
În urma negocierilor aprofundate cu ierarhia Bisericii Ortodoxe din Polonia s-a ajuns la un acord. Să fie acceptati numai Mitropolitul Gabriel impreuna cu episcopii din Portugalia, respectiv Brazilia , in jurisdicția Bisericii Ortodoxe Poloneze, dar avand o autonomie substantiala. În același timp, datorita succesiunii apostolice episcopii si celilalti clerici au fost acceptati fara nici o forma de rehirotonie. 
O parte a clerului, inclusiv trei episcopi, nu au putut fi acceptati de catre Biserica  Ortodoxa Poloneza datorita faptului ca se aflau in Italia. La acea vreme pe scaunul Sfantului Petru de la Roma se afla Papa Ioan Paul al II-lea, care era polonez. Datorita faptului ca Biserica Ortodoxa a Poloniei este o una mica, iar religia majiritara a Poloniei era cea romano-catolica, acest lucru putea atrage probleme ulterioare cu statul Polonez. Cei trei episcopi raman in cadrul Mitropoliei Ortodoxe pentru Europa de vest, dar muta sediul de la Lisabona la Milano.
În august 1990, Sinodul Bisericii Ortodoxe din Polonia a decis să accepte părtășia Bisericii Ortodoxe a Portugaliei. La 26 septembrie 1990 are loc proclamarea solemnă unirii celor două biserici.
La data de 18 februarie 1997, Mitropolitul Gabriel, isi incheia activitatea pamanateasca. Testamentul acestuia era ca ultima lui dorinta sa fie indeplinita, să fie îngropat în Catedrala Maicii Domnului din Torres Novas. Dar,  cum biserica nu a fost finalizată la momentul morții sale, corpul său a fost îngropat temporar într-un alt mormânt în cimitirul Riashu. În 1998 printr-o hotărâre a Statului Portughez este dezhumat și înmormântat în Catedrala Maicii Domnului.